# Ron Reyes
Ron Reyes, alias Chavo Pederast (Porto Rico, 24 luglio 1960), è un cantante e batterista statunitense.
È stato il secondo cantante in ordine di tempo del gruppo hardcore punk statunitense Black Flag.
Reyes, di origini portoricane, si unì ai Black Flag dopo che il cantante Keith Morris era uscito dalla band per formare i Circle Jerks. Reyes era già stato batterista nella prima formazione dei Redd Kross, insieme a Greg Hetson. Reyes appare nell'EP di debutto Red Kross, quando la band era ancora nota come Red Cross.
Dopo aver registrato e pubblicato l'EP Jealous Again, Reyes abbandonò i Black Flag e fu sostituito da Dez Cadena.
Reyes appare anche in alcuni brani delle raccolte The First Four Years e Wasted...Again e nel documentario di Penelope Spheeris, The Decline of Western Civilization. Ha in seguito formato la band Crash Bang Crunch Pop con alcuni amici.

## Discografia

### Con i Black Flag

#### Raccolte
- 1983 - Everything Went Black
- 1987 - Wasted...Again

#### EP
- 1980 - Jealous Again

### Apparizioni in compilation
- 1980 - The Decline of Western Civilization

### Con i Red Kross

#### EP
- 1980 - Red Cross